# Juan Carlos Tabío
Juan Carlos Tabío (Havanna, 1943. szeptember 3. – Havanna, 2021. január 18.) kubai filmrendező, forgatókönyvíró.

## Filmjei
- Miriam Makeba (1973, rövidfilm)
- Soledad Bravo (1974, dokumentum-rövidfilm, forgatókönyvíró is)
- Chicho Ibáñez (1974, dokumentum-rövidfilm, forgatókönyvíró is)
- Sonia Silvestre (1975, rövidfilm)
- Bizonyos mértékig (Hasta cierto punto) (1983, csak forgatókönyvíró)
- Minőségi csere (Se permuta) (1985, forgatókönyvíró is))
- Dolly back (1986, rövidfilm)
- La entrevista (1987, rövidfilm, forgatókönyvíró is)
- Demasiado miedo a la vida o Plaff (1988, forgatókönyvíró is)
- Eper és csokoládé (Fresa y Chocolate) (1993)
- El elefante y la bicicleta (1994, forgatókönyvíró is)
- Guantanamera (1995, forgatókönyvíró is)
- Parisienne People by Juan Carlos Tabío (1997, rövidfilm)
- Lorca en La Habana (1998, tv-rövidfilm, forgatókönyvíró is)
- Enredando sombras (1998, dokumentumfilm)
- Várólista (Lista de Espera) (2000, forgatókönyvíró is)
- Aunque estés lejos (2003, forgatókönyvíró is)
- Bőségszaru (El cuerno de la abundancia) (2008, forgatókönyvíró is)
- Havanna, szeretlek! (7 días en La Habana) (2012, az "Édes-keserű (Dulce amargo)" rész)
- Insumisa (2019, csak forgatókönyvíró)

## Díjai
- Berlini Filmfesztivál – a Zsűri Nagydíja (1994, Eper és csokoládé (Fresa y Chocolate), Tomás Gutiérrez Aleával megosztva)